# Kennedy (Automobilhersteller)
Kennedy war ein US-amerikanischer Hersteller von Automobilen.

## Unternehmensgeschichte
C. W. Kennedy hatte 30 Jahre Erfahrung im Bereich der Elektrotechnik. Am 1. Juni 1898 stellte er sein erstes Fahrzeug auf der Philadelphia Electrical Exhibition aus. Weitere Fahrzeuge folgten. Der Markenname lautete Kennedy. 1903 endete die Produktion. Insgesamt entstanden nur wenige Fahrzeuge.

## Fahrzeuge
Im Angebot standen Elektroautos. Ein Elektromotor trieb die Vorderräder an. Die Karosserie war offen und bot Platz für zwei Personen.